# Белопорожская ГЭС
Белопорожская гидроэлектростанция (Белопоророжские ГЭС-1 и ГЭС-2) —  гидроэлектростанция на реке Кемь в Карелии. Входит в Кемский каскад ГЭС, являясь его второй ступенью. Расположена в Кемском районе, ближайшие населённые пункты: деревня Панозеро, посёлки Панозеро и Шомба. Конструктивно представляет собой два здания ГЭС, использующих одну плотину. Проект строительства станции реализован АО «Норд Гидро». Введена в эксплуатацию в 2023 году.

## Конструкция станции
Белопорожская ГЭС представляет собой низконапорную плотинную русловую гидроэлектростанцию с двумя зданиями ГЭС (Белопорожской ГЭС-1 и Белопорожской ГЭС-2). Установленная мощность электростанции — 49,8 МВт (2×24,9 МВт), проектная среднегодовая выработка электроэнергии — 231,2 млн кВт·ч
Сооружения гидроузла согласно проекту включают в себя:
- грунтовую плотину длиной 1140,4 м и максимальной высотой 21 м;
- водосбросную плотину;
- здание ГЭС-1 (правобережное);
- здание ГЭС-2 (левобережное);
- ОРУ-220 кВ.

В зданиях ГЭС планируется смонтировать четыре гидроагрегата мощностью по 12,45 МВт (по два в каждом здании), оборудованных поворотно-лопастными турбинами, работающими на расчетном напоре 13,1 м. Производитель гидротурбин — АО «Тяжмаш», генераторов — концерн «Русэлпром». Подпорные сооружения ГЭС должны образовать водохранилище площадью 23 км². Выдача электроэнергии в энергосистему с генераторов станции будет производиться через четыре силовых трансформатора ТМ-32000/220-У1 мощностью 32 МВА и далее через ОРУ-220 кВ по линиям электропередачи 220 кВ. Плотина образует водохранилище с отметкой нормального подпорного уровня 83 м.

### История строительства
Створ и основные параметры Белопорожской ГЭС как части Кемского каскада были определены ещё в 1956 году в «Схеме использования реки Кемь». В 1980-х годах институтом «Ленгидропроект» разработан и в 1988 году прошёл все необходимые согласования проект Белопорожской ГЭС со следующими параметрами: мощность — 130 МВт, среднегодовая выработка 336 млн кВт·ч. В здании ГЭС планировалась установка 3 гидроагрегатов мощностью по 43,3 МВт, работающих при расчётном напоре 17,9 м. Предусматривалось строительство земляной плотины длиной 2710 м и наибольшей высотой 25 м, а также бетонной водосливной плотины длиной 33 м.
Строительство Белопорожской ГЭС было начато в 1993 году и было остановлено в 1999 году при готовности около 20 %, строительная организация «Севгидрострой». Основной причиной остановки строительства стало отсутствие средств, также проект станции критиковался за существенные площади затопления (площадь водохранилища 210 км²), и подтопление деревни Панозеро, известной сохранившейся древней деревянной архитектурой. Неоднократно выдвигались проекты возобновления строительства, в частности в 2006 строительство Белопорожской ГЭС при мощности 86,8 МВт было включено в инвестиционную программу ОАО «ТГК-1» со сроками ввода 2013—2017 гг., но эти планы реализованы не были.
В 2013 году реализацией проекта Белопорожской ГЭС занялось АО «Норд Гидро». Изначальный проект был переработан с целью уменьшения площади затопления, а также соответствия критериям конкурсного отбора проектов, реализуемых на основе использования возобновляемых источников энергии, согласно которым мощность малых ГЭС должна быть менее 25 МВт. Это потребовало выделения в составе гидроузла двух зданий ГЭС, каждое из которых имеет мощность, соответствующую критериям. В 2015 году проекты Белопорожских малых ГЭС прошли конкурсный отбор, по итогам которого был заключен договор предоставления мощности, гарантирующий окупаемость проекта.
Проект стал первым в Российской Федерации, который профинансирован Новым банком развития БРИКС, совместно с Евразийским банком развития и Международным инвестиционным банком. Инвесторами в акционерный капитал выступили Российский фонд прямых инвестиций и китайская компания «Sinomec». Общий объём инвестиций составляет 11,8 млрд рублей. Застройщиками выступают российские компании «Норд Гидро — Белый порог» и «Карелстроймеханизация».
Достройка станции была начата в октябре 2016 года, ввод станции в эксплуатацию намечен на конец 2019 года.
30 июля 2019 года произошло торжественное перекрытие русла реки Кемь. В мероприятии приняли участие Секретарь Совета Безопасности России Николай Патрушев, полномочный представитель Президента России в Северо-Западном федеральном округе Александр Гуцан и Глава Карелии Артур Парфенчиков.
22 марта 2020 года река Кемь размыла плотину ГЭС. 24 октября 2020 года произошёл повторный прорыв плотины, произошел выброс технических масел в воду. Несмотря на то, что по уверениям Алексея Виноградова, гендиректора компании-заказчика «Норд-Гидро — Белый порог», гидроэлектростанция была полностью спасена, а агрегаты не пострадали вовсе, её запуск был перенесен на неопределенный срок.
Строительство ГЭС было завершено в 2023 году. Церемония открытия станций состоялась 6 июня 2024 года